# Winsen (Aller)
Winsen is een gemeente in de Duitse deelstaat Nedersaksen. De gemeente behoort bestuurlijk tot de Landkreis Celle en telt 13.378 inwoners.

## Indeling van de gemeente
Sinds 1971 bestaat de gemeente uit acht Ortschaften. Naast de hoofdplaats Winsen zijn dit:
- Bannetze: gehucht aan de noordoever van de Aller, nabij een sluis (met vistrap) in  een nevenkanaaltje van die rivier; ca. 6 km W (ten westen van het hoofddorp Winsen)
- Meißendorf: 6 km NW; bijna 1.700 inwoners; aan de beek Meiße
- Stedden: 5 km ZO; een fraai gelegen klein dorp direct ten NO van een meander van de Aller
- Südwinsen: direct ten zuiden van Winsen- dorp, aan de overkant van de brug over de Aller
- Thören: 11 km W; tussen grote bossen en de noordoever van de Aller
- Walle: 7 km N
- Wolthausen, 6 km NO; een fraai gelegen klein dorp aan de Örtze.

## Bevolking
- Winsen: 7.085 inwoners
- Bannetze: 351
- Meißendorf: 1.684
- Stedden: 287
- Südwinsen: 2.143
- Thören: 733
- Walle: 628
- Wolthausen: 594

Bron: www.winsen-aller.de/wissenswertes. Gemeentewebsite
Peildatum: 31 oktober 2018. Cijfers exclusief tweede-woningbezitters.
In 2011 was circa 57% van de bevolking der gemeente Winsen evangelisch-luthers en 7% rooms-katholiek.  De andere 36% was aanhang(st)er van een andere geloofsgemeenschap of atheïst.

## Buurgemeentes
- In het noorden: gemeentevrije zone Lohheide; Bergen (Nedersaksen)
- In het oosten: Celle
- In het zuiden: Wietze, Hambühren
- In het westen: Samtgemeinde Schwarmstedt: van noord naar zuid deelgemeentes Essel, Buchholz en Lindwedel

## Ligging, verkeer, vervoer
Winsen ligt aan de rivier de Aller. Direct ten zuidwesten, bij buurgemeente Wietze mondt het riviertje Wietze in de Aller uit. Het bevindt zich in een landschap met veel natuurschoon op de zuidelijke uitlopers van de Lüneburger Heide en ten noorden van een uitgestrekt bosgebied met de naam Wietzenbruch.
Circa 15 km ten westen van Winsen loopt in noord-zuidrichting de Autobahn A7. Wie hier afrit 50 (Schwarmstedt) neemt, komt uit op de Bundesstraße 214 naar Wietze en Celle. Kort voor Wietze rijdt men dan de kortste route over een binnenweg via Hornbostel, gem. Wietze, en rechtsaf via Südwinsen, de Aller over naar Winsen-dorp.  Door Wolthausen, in het oosten van de gemeente, loopt de Bundesstraße 3 Celle -Bergen -Soltau.
Openbaar vervoer van en naar de gemeente is beperkt tot (buiten kantooruren slechts sporadisch rijdende) streekbussen vanuit en naar Celle, alsmede buurtbussen. Sinds 1985 is er geen spoorverbinding meer.

## Economie
De gemeente Winsen is in hoge mate afhankelijk van het toerisme; dit hangt vooral samen met de ligging nabij de fraaie natuur van de Lüneburger Heide.
Van minder belang, doch niet geheel te verwaarlozen, is de land- en bosbouw. Daarnaast is er enig, met die bedrijfstak gerelateerd, midden- en kleinbedrijf.

## Geschiedenis
De plaatsnaam Winsen wordt afgeleid van Wynhausen (Wyn, „weiland“). Vermoedelijk ten tijde van Karel de Grote werd hier het dorp gesticht rondom een aan Johannes de Doper gewijd kerkje.

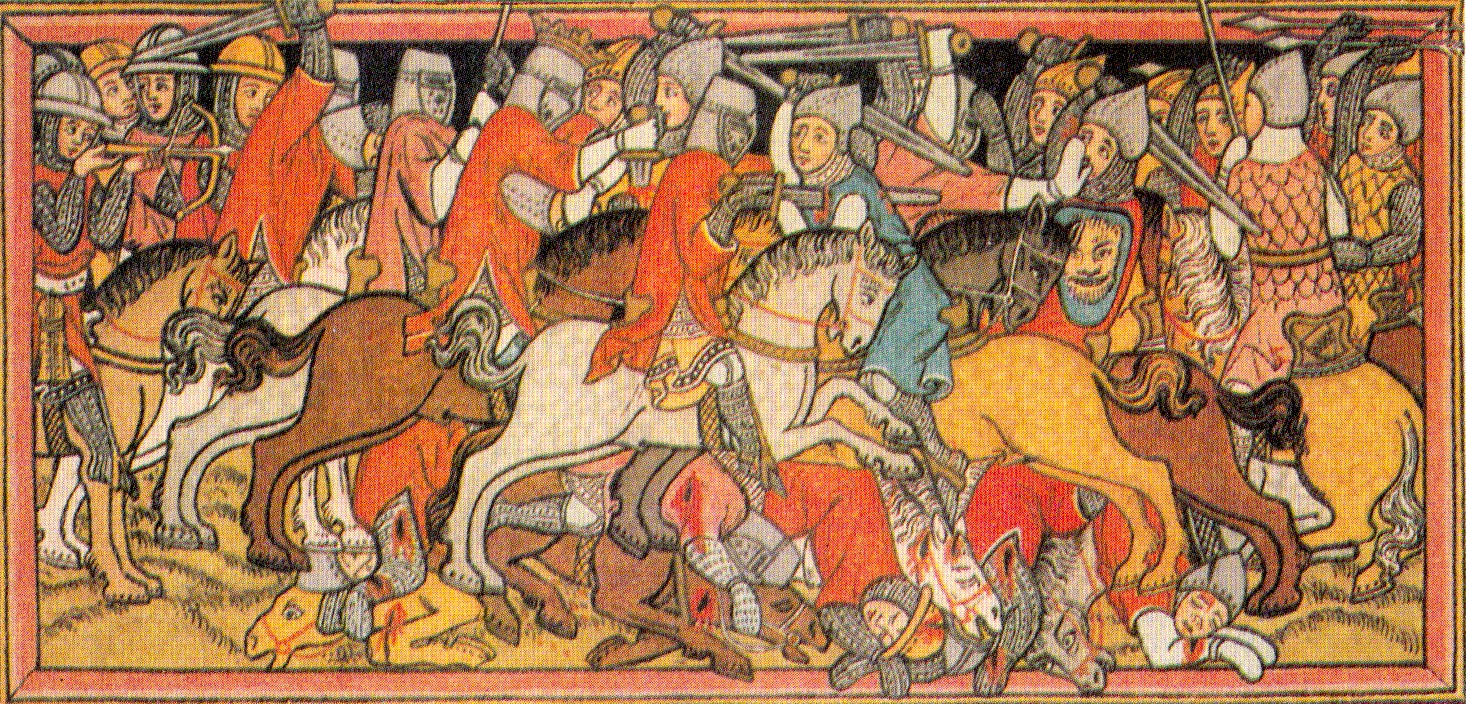
Slag op het Strietfeld 28 mei 1388
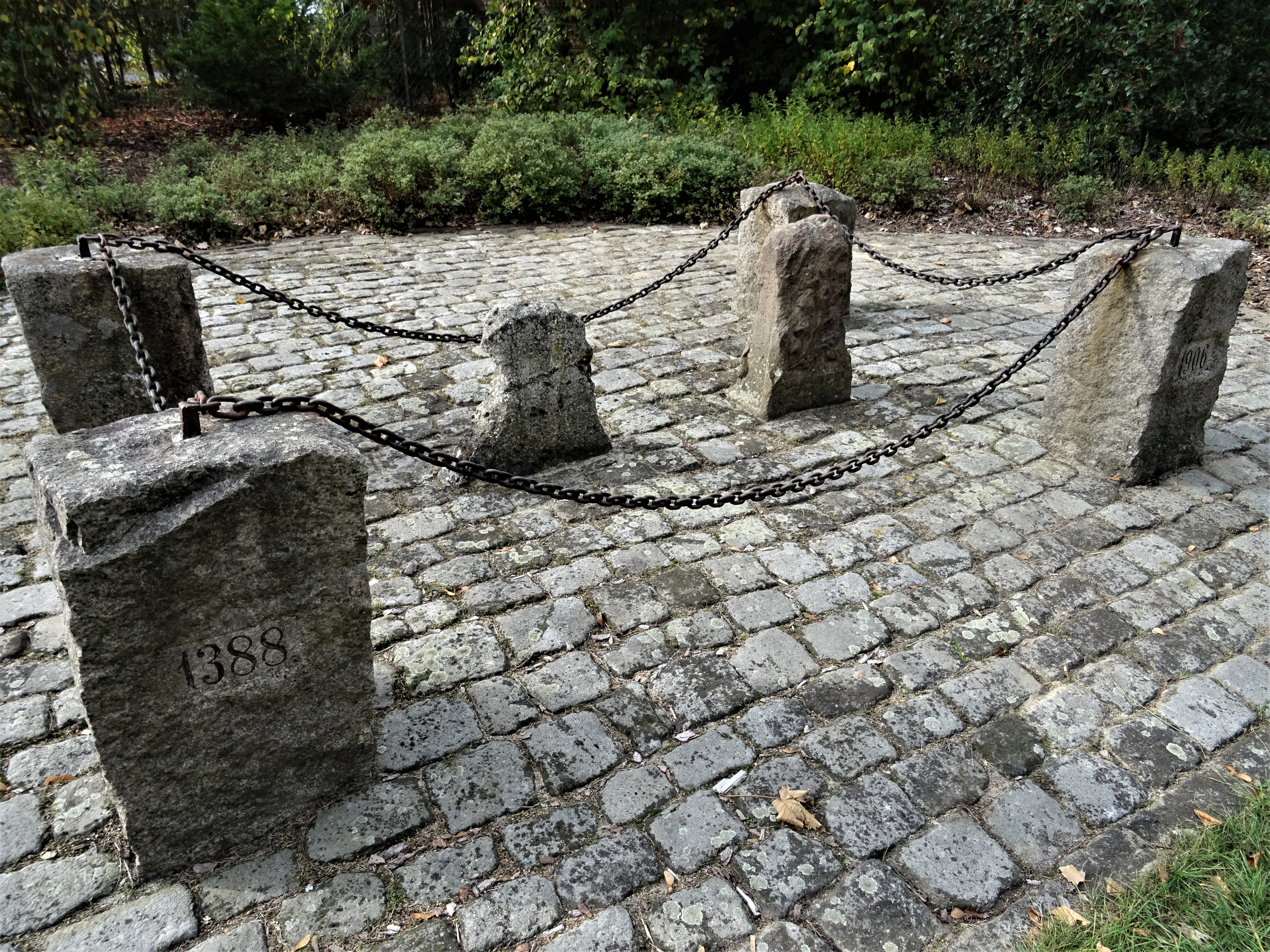
Monument Prinzensteine, Meißendorf

Van 1369 tot 1389 was er burgeroorlog in het Vorstendom Lüneburg. Na de dood van Willem van Lüneburg (1300-1369), de laatste telg uit het Welfische Oudere Huis Lüneburg, ontstond er twist over diens opvolging, die de geschiedenis is ingegaan als Lüneburger Erfopvolgingsoorlog (1369-1389). De uiteindelijke winnaar van deze strijd tegen het door het Ascanische Huis van die naam geregeerde Hertogdom Saksen-Wittenberg was Frederik I van Brunswijk-Wolfenbüttel, eveneens uit het huis der Welfen, die de stad Lüneburg in 1389 wist in te nemen. Ondanks de zege der Welfen was hun positie in het hertogdom Lüneburg verzwakt, en de heren van Lüneburg verkregen binnen het Heilige Roomse Rijk de facto een verregaande onafhankelijkheid van de Duitse Rooms-Koning.
Op 28 mei 1388 vond op het Strietfeld bij Meißendorf de beslissende veldslag van deze twintigjarige oorlog plaats. De Welfen, met als bondgenoten o.a. de steden Braunschweig en Celle overwonnen er de Ascaniërs , het Huis Saksen-Wittenberg dus, dat de stad Lüneburg aan zijn zijde had. Volgens een overlevering zouden twee prinsen, van wie er in beide kampen één aan de strijd had deelgenomen, elkaar dodelijk hebben verwond, en stervende elkaar als broer hebben herkend.
Aan dit dramatische ogenblik herinnert het monument Prinzensteine te Meißendorf. 
De linker, kleinere steen vertoont de berenklauw uit het wapen van het Graafschap Hoya. De rechter steen vertoont de lelie als teken van de Brunswijker  Patriciërsbond.
Van 1940 tot 1964 werd in Thören, evenals in het aangrenzende Wietze,  aardolie gewonnen. Voor de huisvesting van olie-arbeiders bestond een woonwijkje, Heidehof, van houten barakken. Sinds circa 1970 staan hier houten vakantiehuisjes.
Van 1975 tot 2010 was Winsen een erkend luchtkuuroord.

## Bezienswaardigheden en recreatie
- Natuurreservaat Meißendorfer Teiche (wetlands, beekdalen, kleine meren), een van de belangrijkste natuurreservaten van geheel Duitsland. Bij het reservaat ligt het voormalige landhuis Sunder. Het is een bezoekers- en studiecentrum van de NABU (Naturschutzbund Deutschland), een Duitse tegenhangster van de Nederlandse Vereniging Natuurmonumenten.
- Natuurgebied Hornbosteler Hutweide, een rivierdal- en weidereservaat, ten westen van Winsen, ten zuiden van de Meißendorfer Teiche, aan de Aller deels in de buurgemeente Wietze. Begrazing vindt plaats met przewalskipaarden en heckrunderen. Er is een wandelroute uitgezet.
- Museumshof Winsen, in een groep historische vakwerkboerderijen gevestigd streekmuseum
- De windmolen te Winsen (standerdmolen, bouwjaar 1732; niet meer maalvaardig)
- De evangelisch-lutherse Johannes-de-Doperkerk te Winsen (op de plaats van een oudere kerk gebouwd in 1822; met stijlvol classicistisch interieur en een monumentaal 13e-eeuws doopvont van brons)
- Aan de Aller ligt direct ten zuiden van Winsen een grote camping met veel voorzieningen.
- Watersport (met name roeien, kanoën) op en in de Aller is toegestaan. Op de rivier worden af en toe ook rondvaarten georganiseerd.

## Sport
Te Meißendorf is de parachutespringvereniging van de regio Hannover gevestigd.  Deze geeft ook gelegenheid, les in deze sport te nemen. Bij Meißendorf zijn faciliteiten voor de parachutesport aangelegd.

## Belangrijke personen in relatie tot de gemeente
- Dustin Brown (*Celle, 8 december 1984), Duits-Jamaicaans tennisspeler, woonde als kind te Winsen

## Afbeeldingen

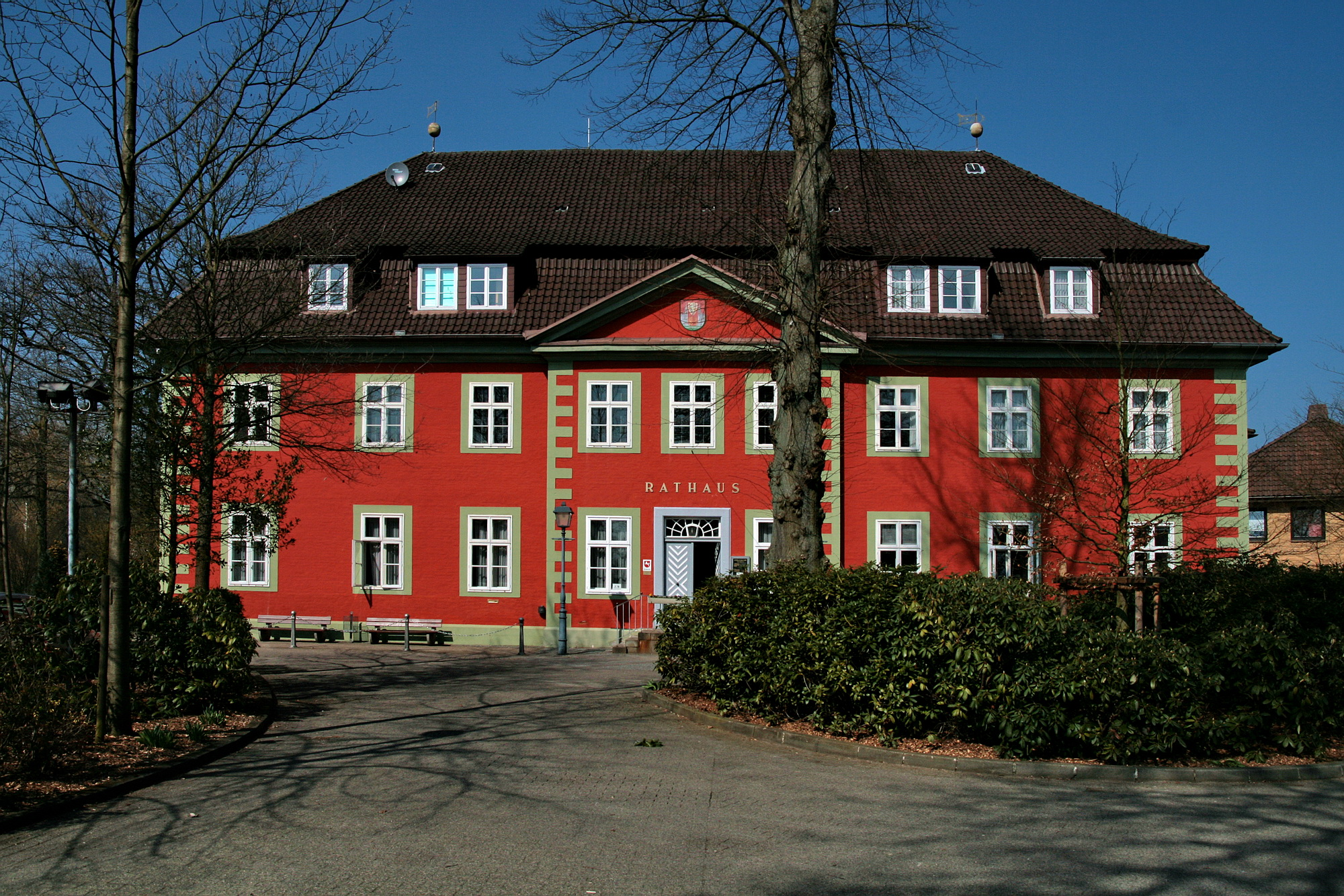
Gemeentehuis
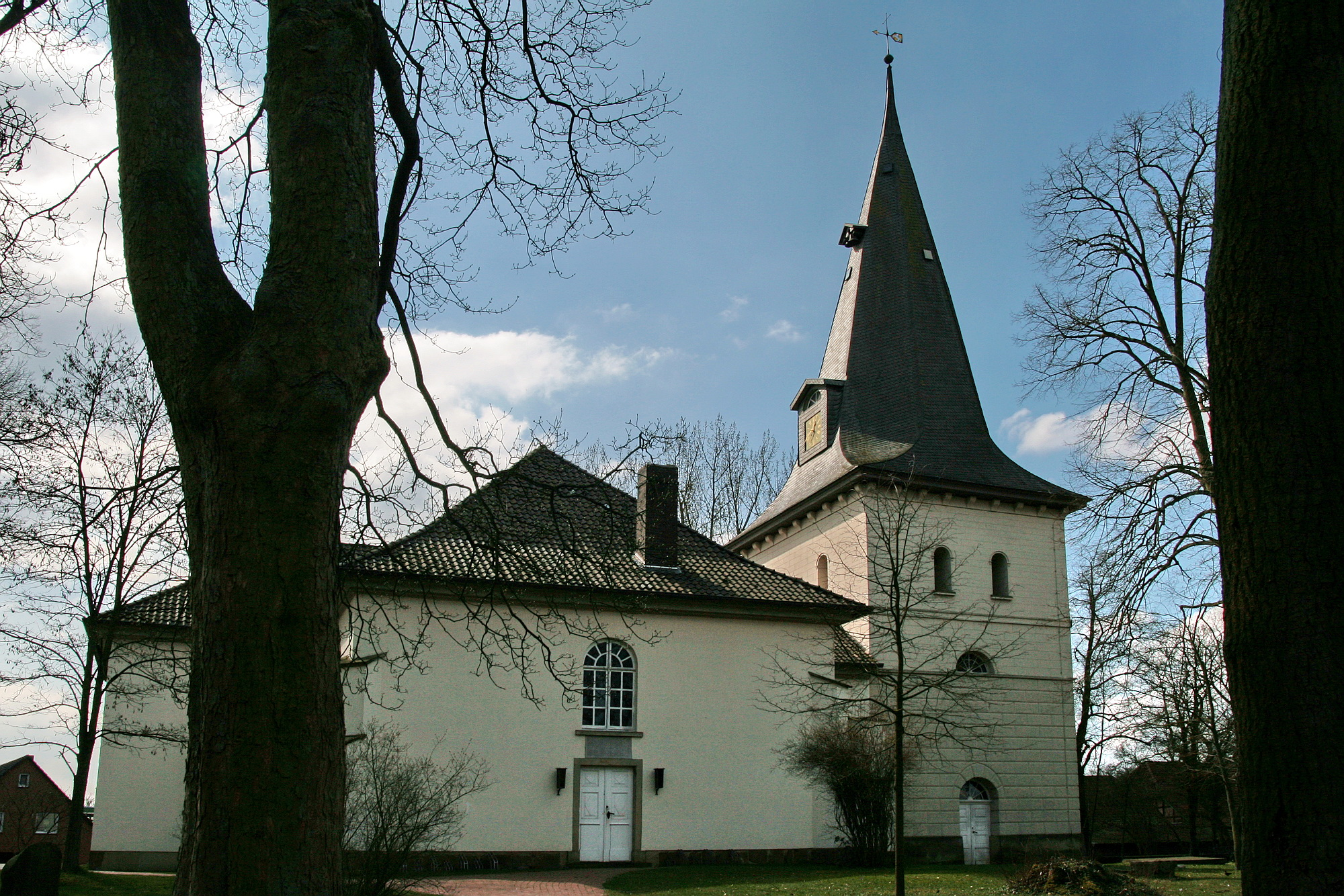
Winsen, Johannes-de-Doperkerk
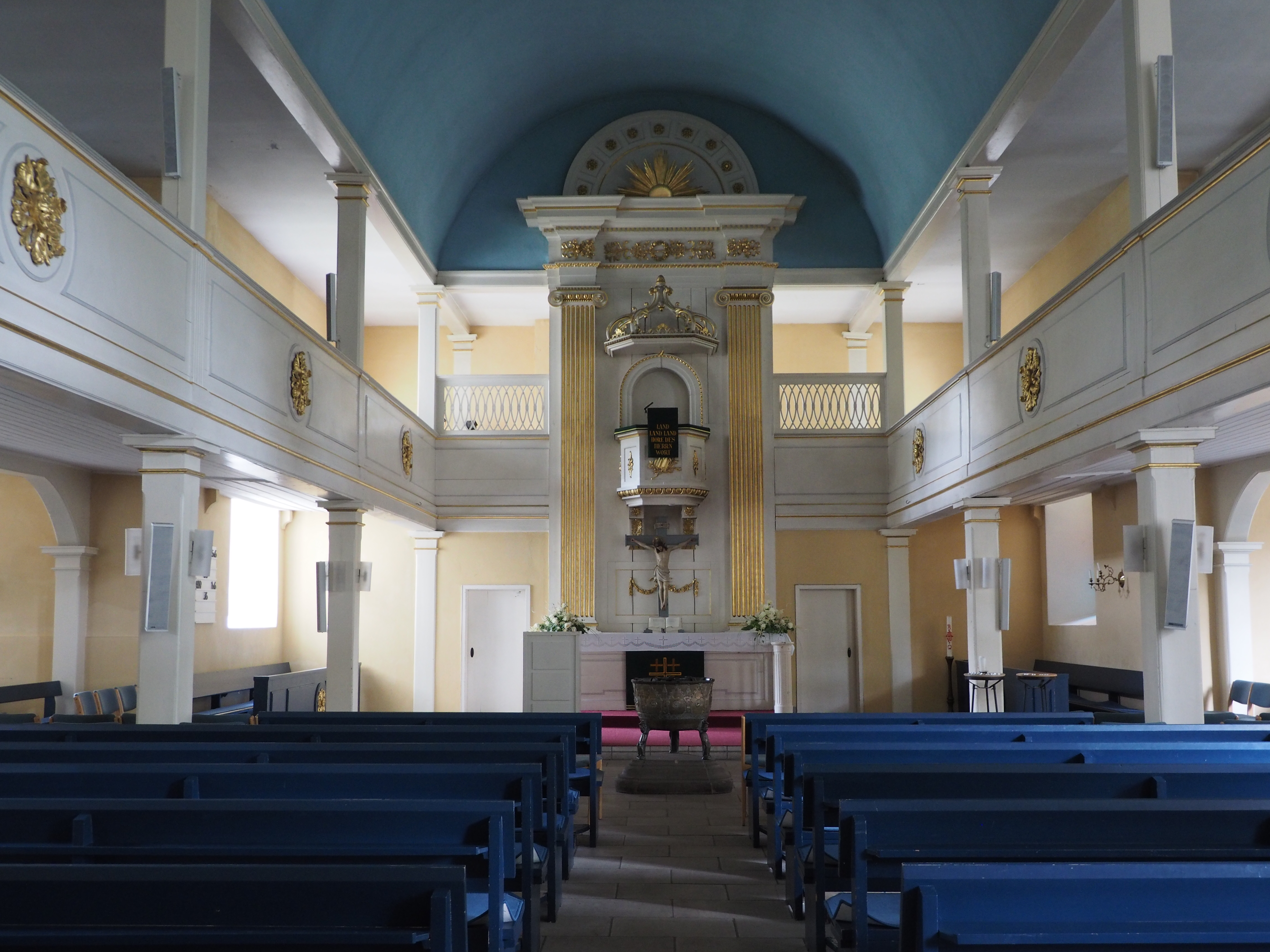
Interieur van deze kerk
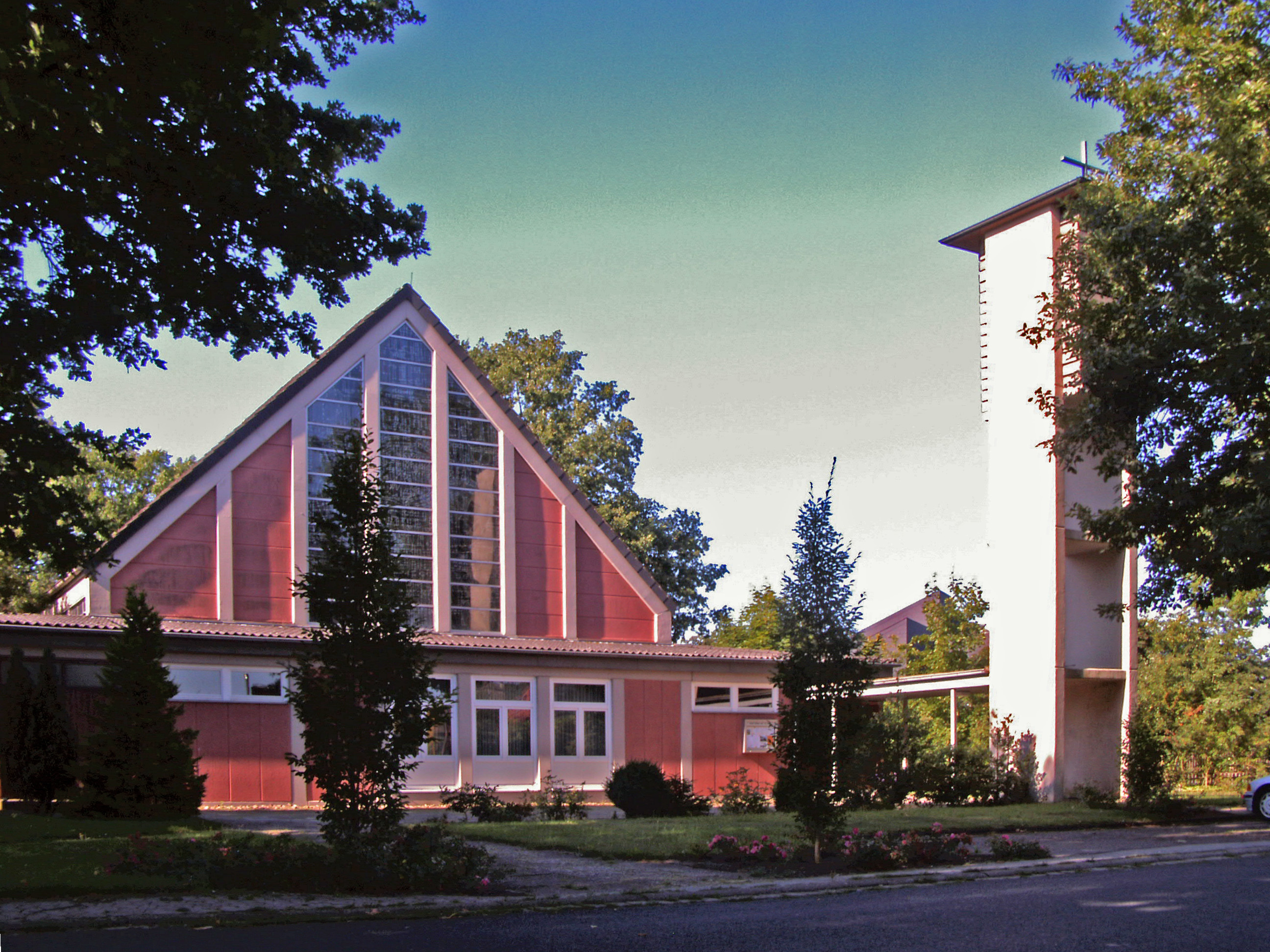
Winsen, R.K. Heilig-Kruiskerk (1971)
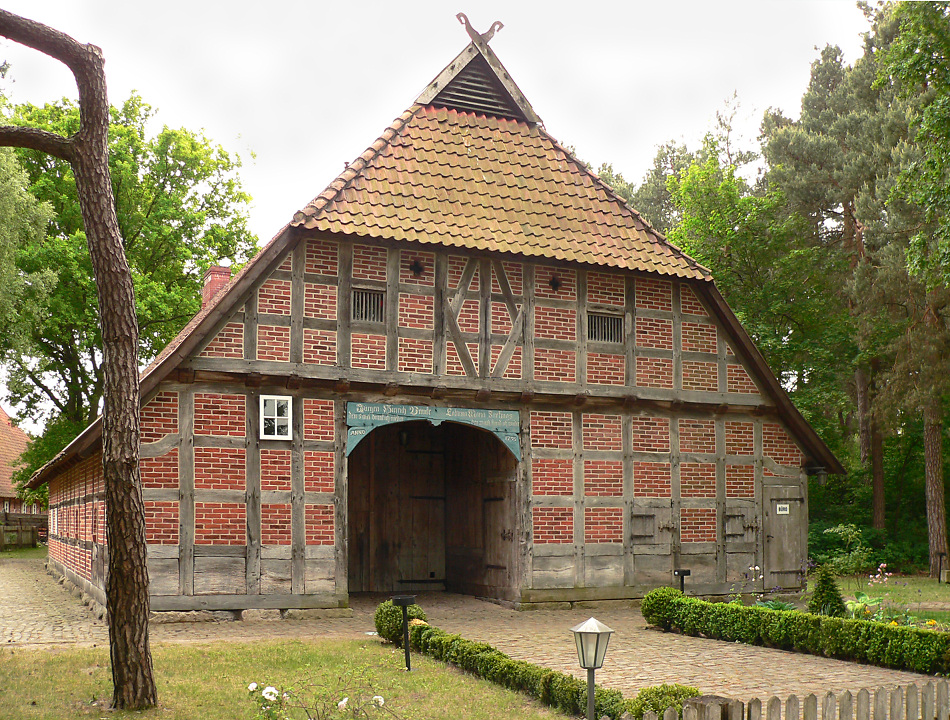
Museumshof Winsen, boerderij  Dat groode Hus
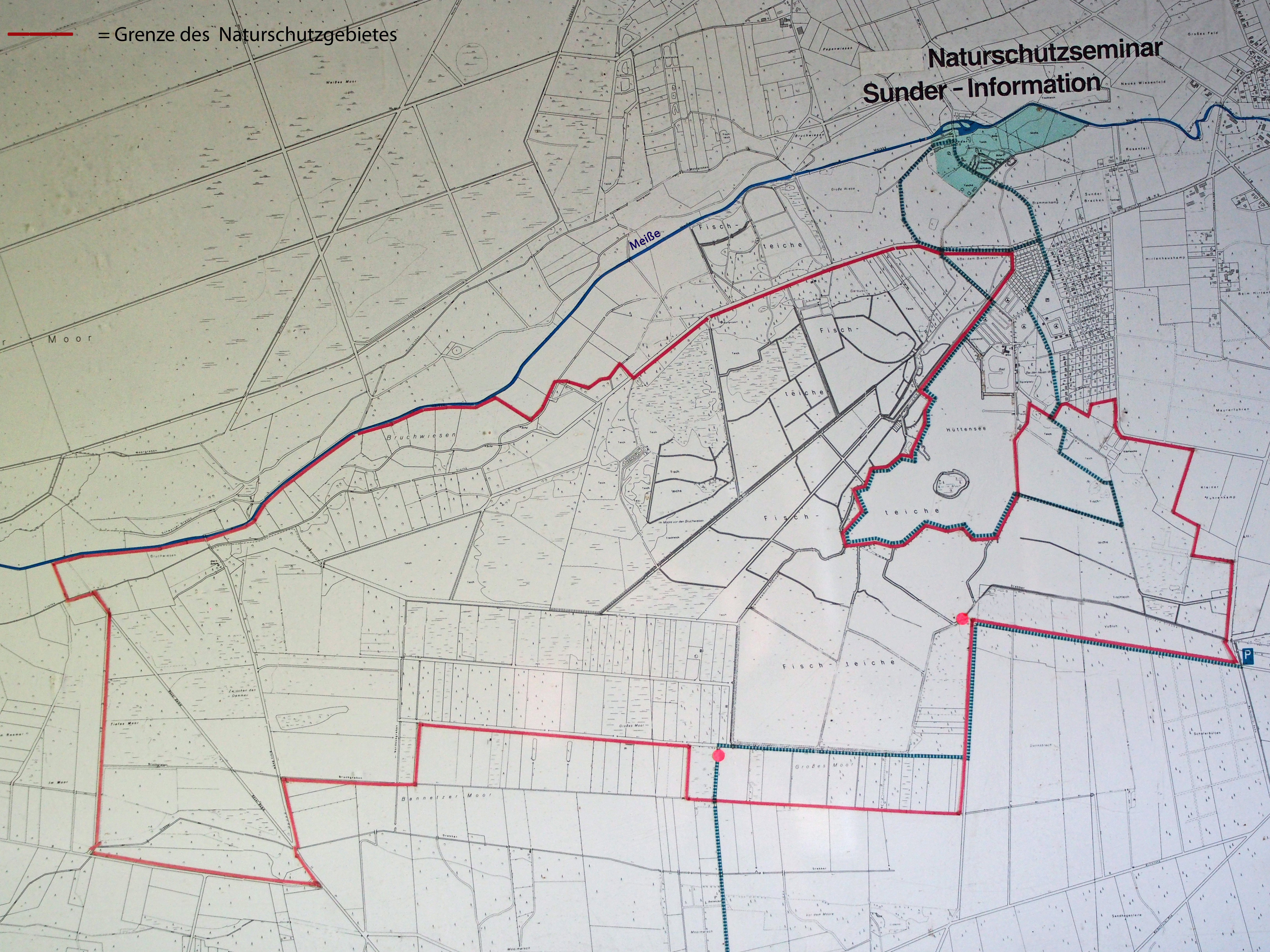
Plattegrond natuurreservaat Meißendorfer Teiche
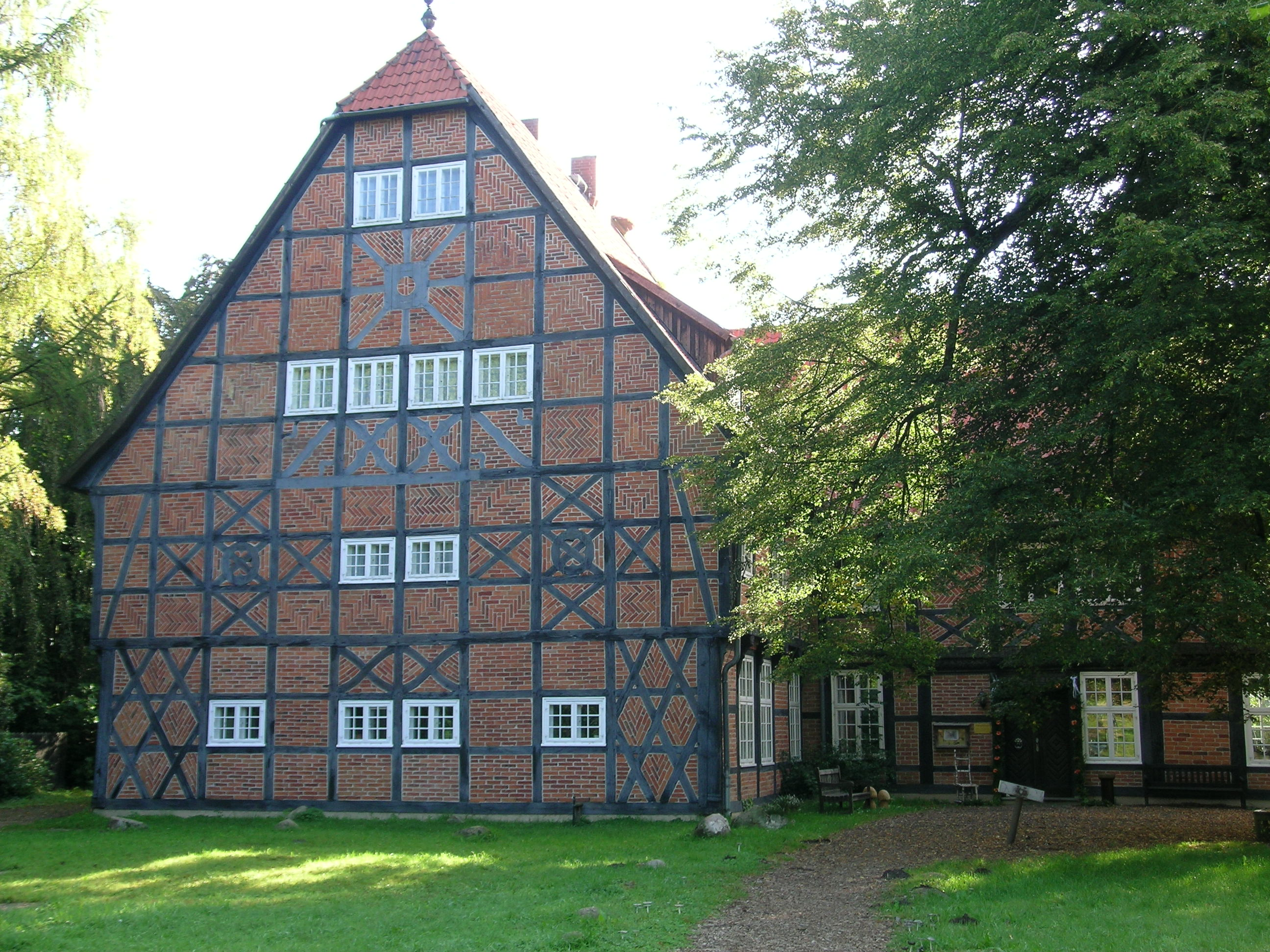
Landhuis Sunder ten N. van natuurreservaat Meißendorfer Teiche
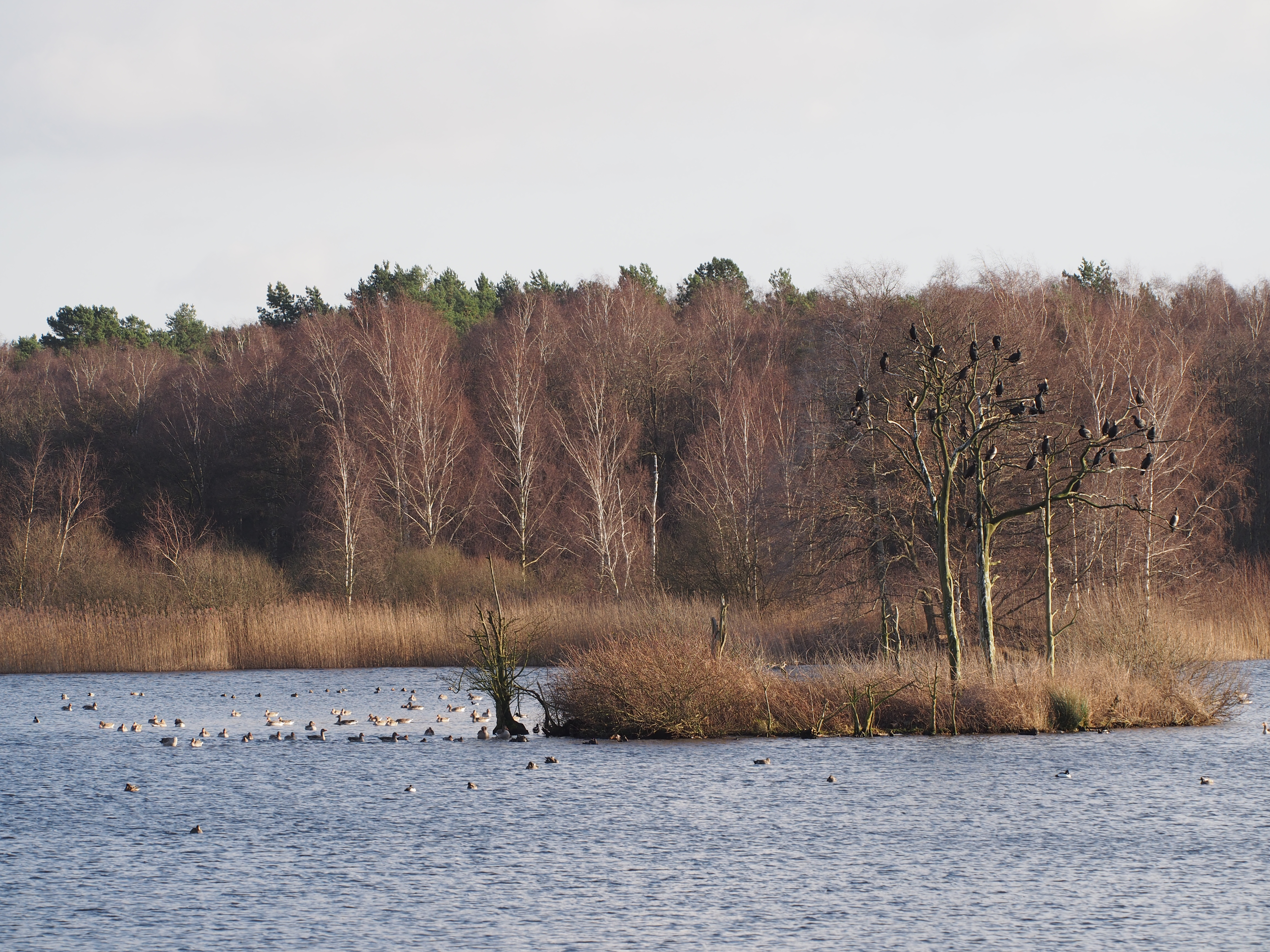
Aalscholvers in  natuurreservaat Meißendorfer Teiche
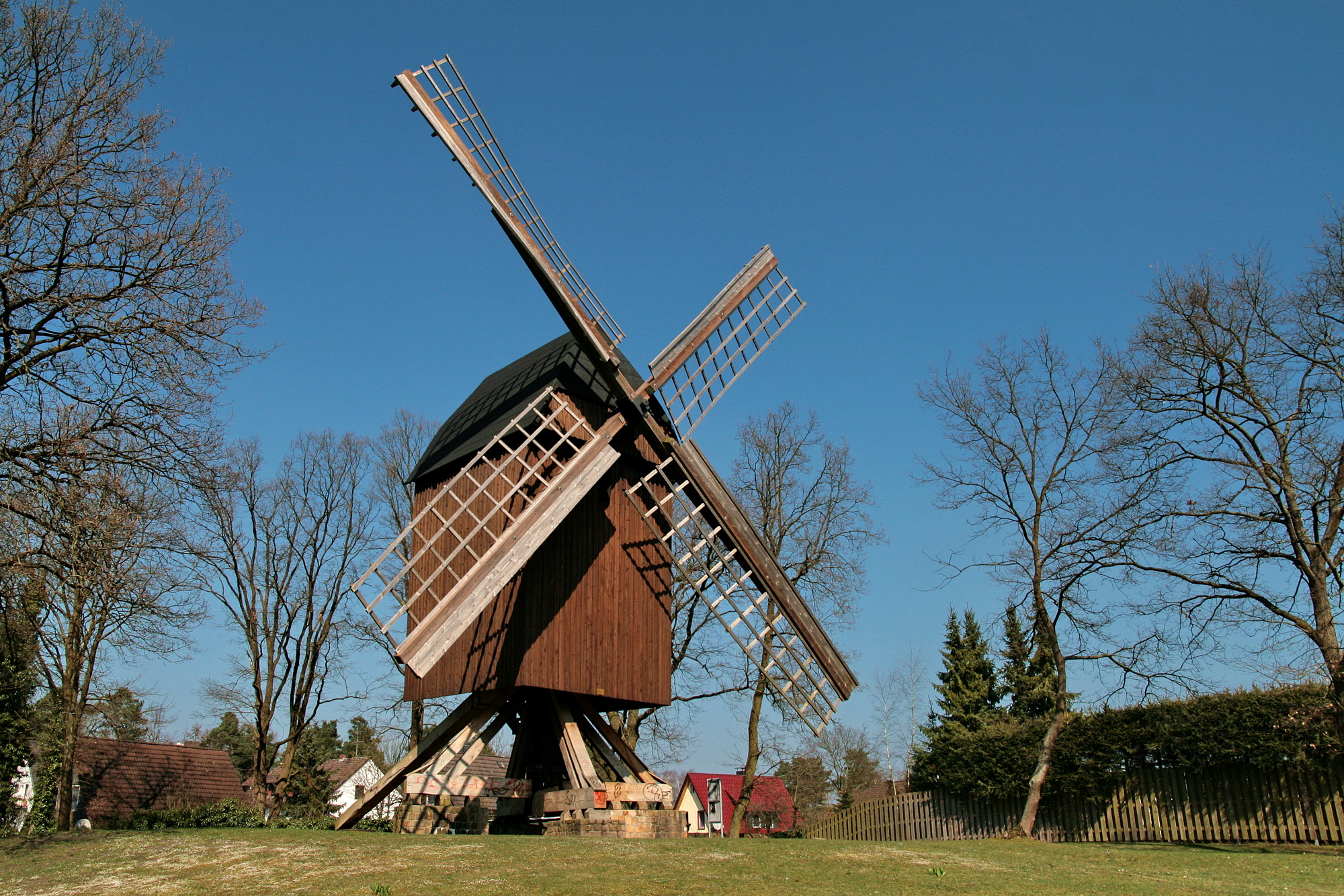
Windmolen te Winsen
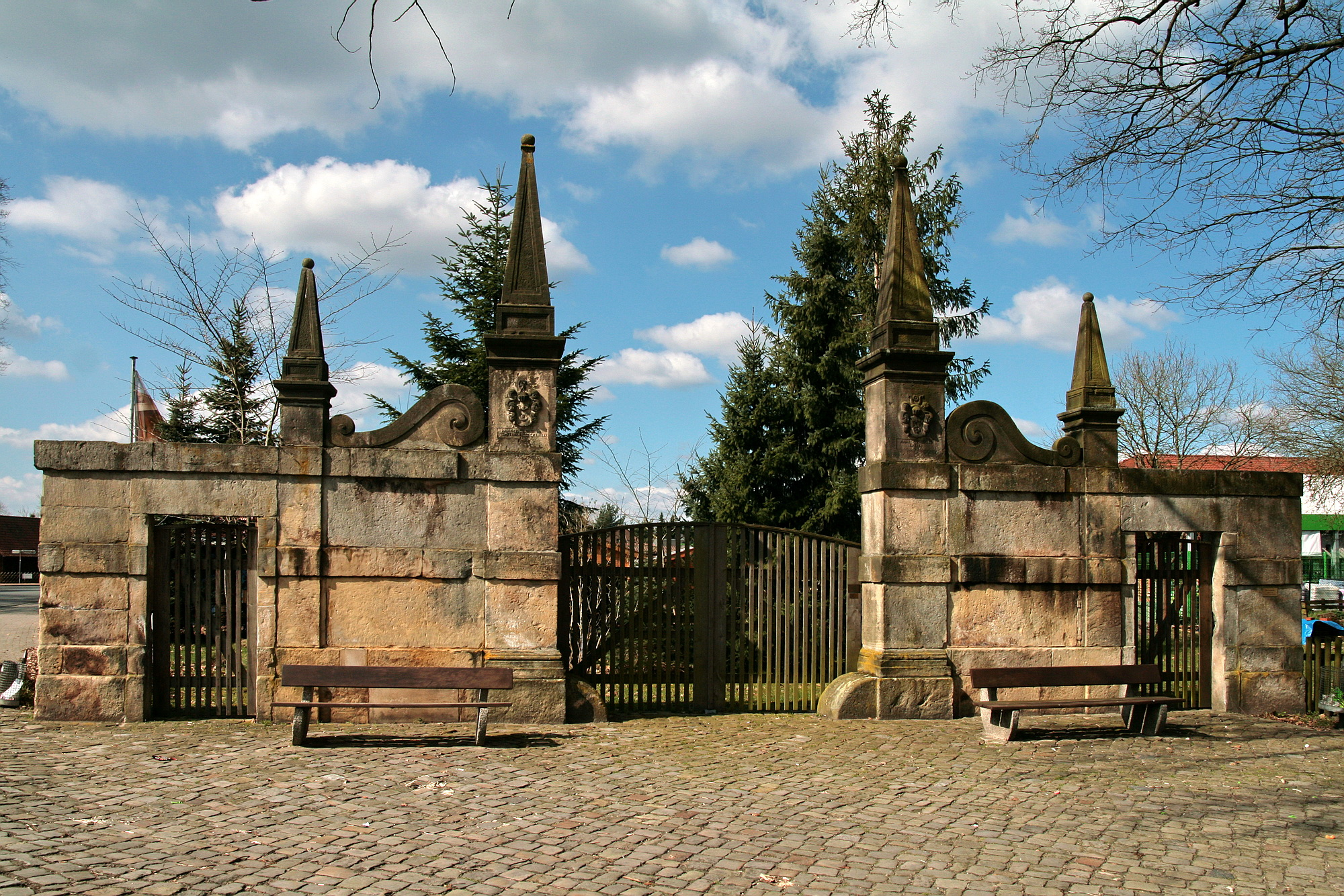
Inrijpoort (Junkerntor)[2] te Winsen
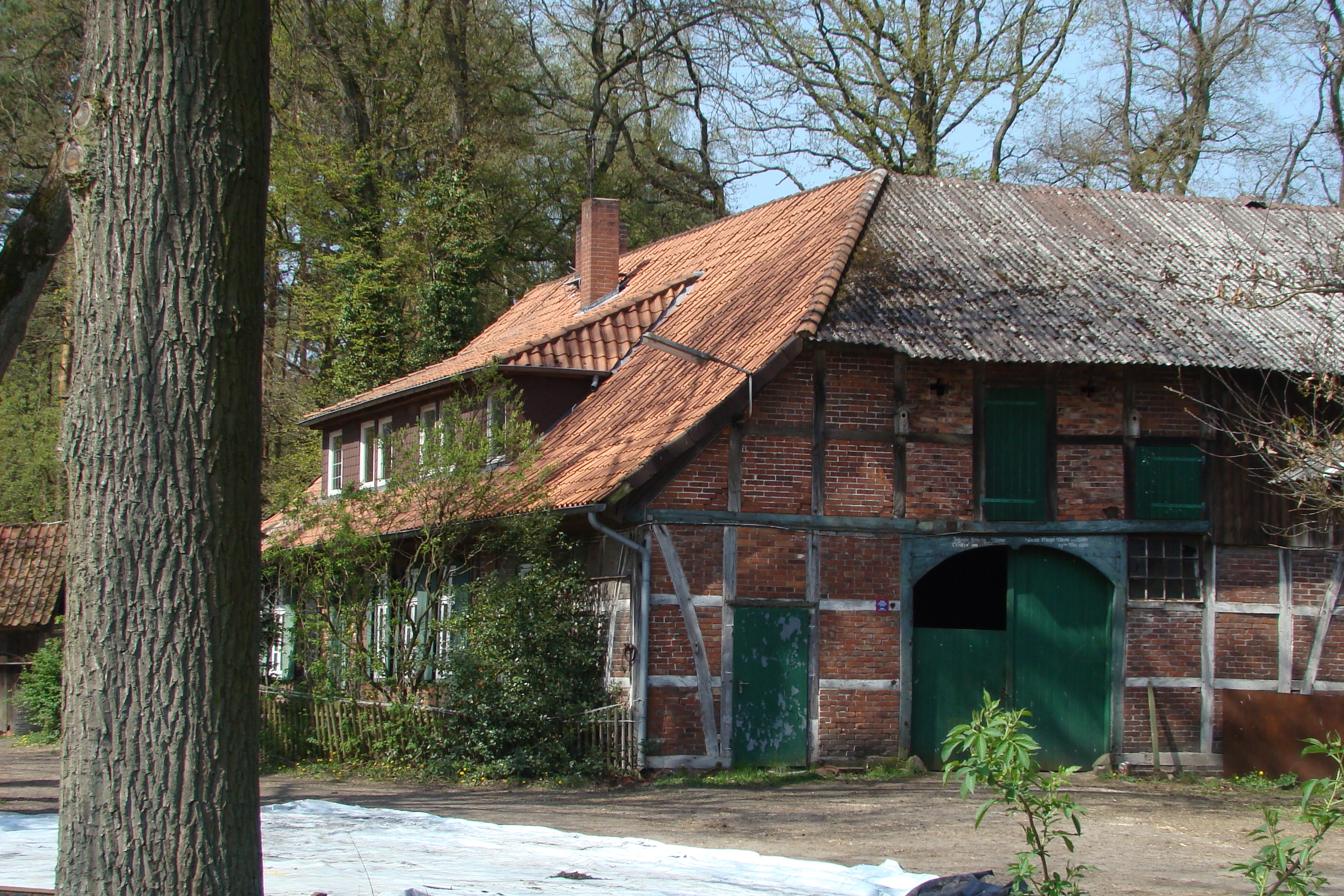
Oude boerderij te Meißendorf
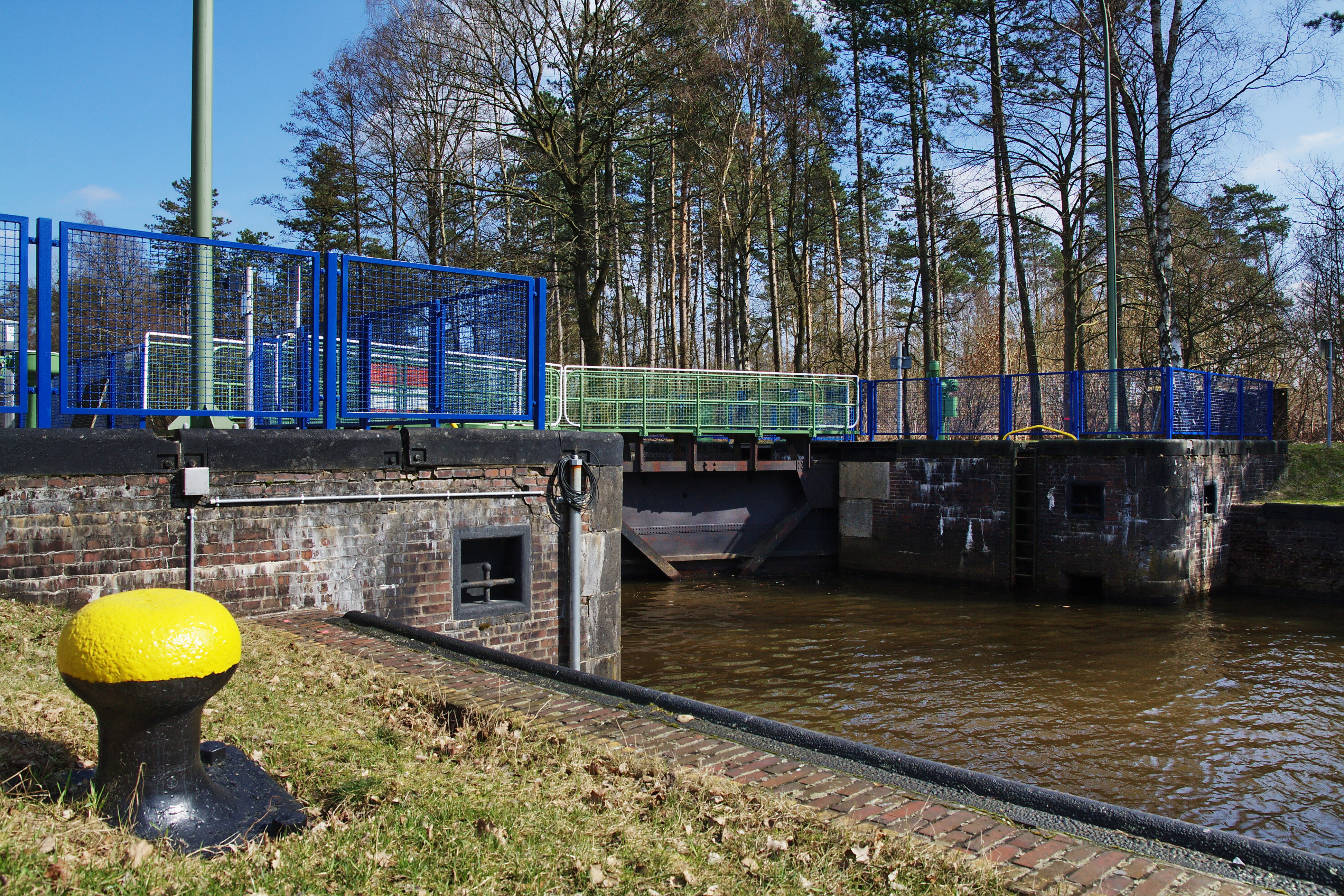
Sluis Bannetze in zijkanaaltje van de Aller (1912; onder monumentenzorg)
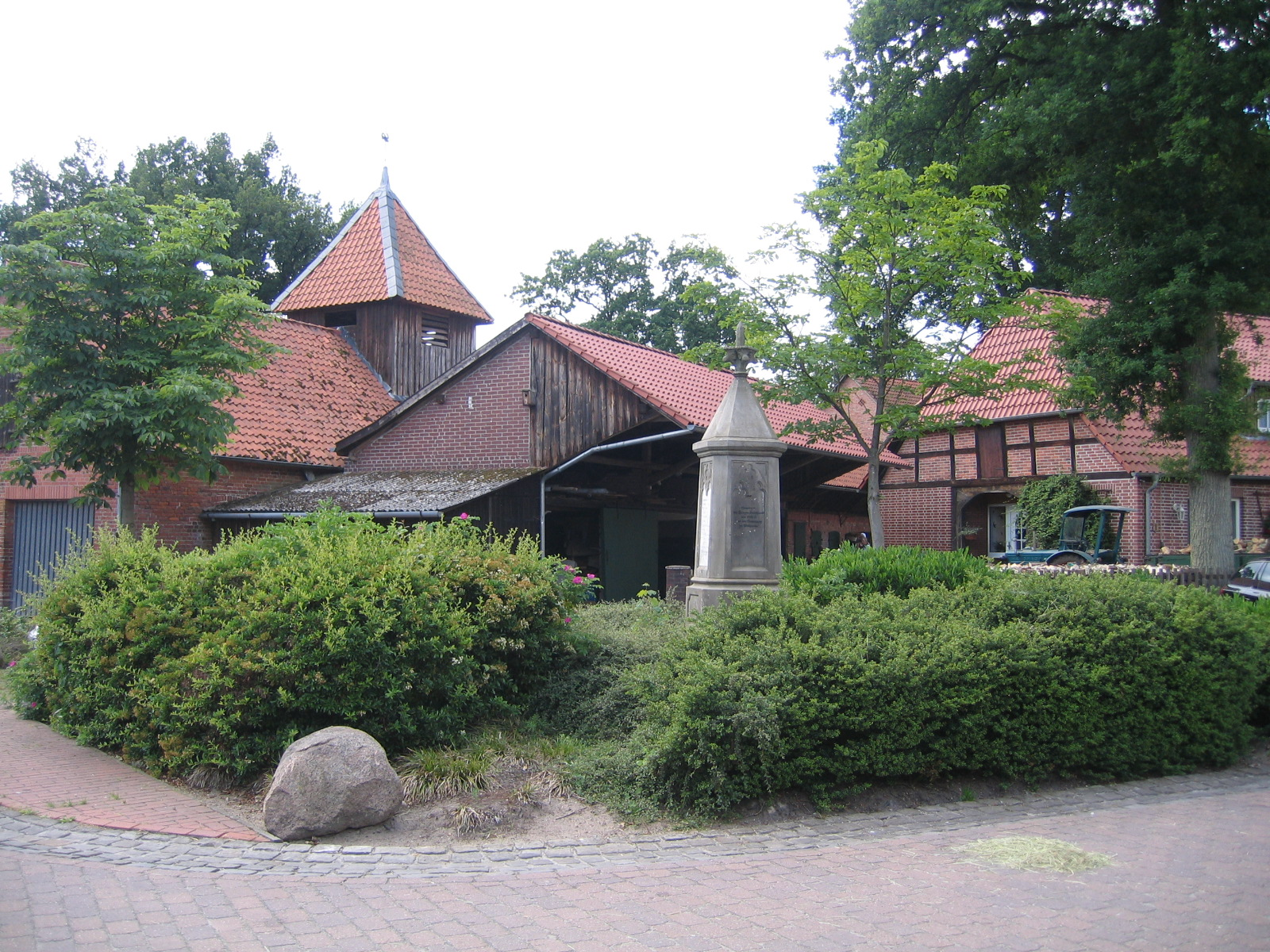
Wolthausen, dorpsgezicht met oorlogsmonument

- Gemeinsame Normdatei: 4219430-1
- International Standard Name Identifier: 0000 0004 1789 9577
- Library of Congress Control Number: n93059026
- MusicBrainz: f674b5cd-fb3d-4079-8097-1d90d2ff3f7e
- Nationale Bibliotheek van Israël: 987007533276305171
- Virtual International Authority File: 154919014
- WorldCat: E39PBJrRkGXYMPfXrGgWxv89jC

Adelheidsdorf ·
Ahnsbeck ·
Beedenbostel ·
Bergen ·
Bröckel ·
Celle ·
Eicklingen ·
Eldingen ·
Eschede ·
Faßberg ·
Hambühren ·
Hohne ·
Lachendorf ·
Langlingen ·
Lohheide (gemeentevrij gebied) ·
Nienhagen ·
Südheide ·
Wathlingen ·
Wienhausen ·
Wietze ·
Winsen (Aller)